# Friedrich Julius Urban
Friedrich Julius Urban (Berlín, 1838 - 1918) fou un músic i compositor alemany. El seu germà Heinrich també fou músic i compositor.
Destacà com a professor de cant, dirigint diversos centres d'ensenyança de la capital alemanya. El seu mètode de cant Kunst des Gesanges fou molt elogiat en la seva època.
Publicà molts lieder i obres de gènere religiós per a cant.